# 디디뮴
디디뮴(Didymium) 또는 다이디뮴은 화학 원소로 잘못 알려졌으나 비슷한 원소인 프라세오디뮴과 네오디뮴의 혼합물로 밝혀져 일부러 분리하지 않은 합금의 명칭으로 쓰이는 물질이다. 나트륨의 노란 빛을 막는 필터에 사용된다.